# Leopold Hager
Leopold Hager (ur. 6 października 1935 w Salzburgu) – austriacki dyrygent.
Studiował dyrygenturę, kompozycję, organy, fortepian i klawesyn w Mozarteum w Salzburgu. Był pierwszym dyrygentem Teatru Państwowego w Moguncji (1958–62), dyrektorem muzycznym Teatru we Fryburgu Bryzgowijskim (1965–69), pierwszym dyrygentem Orkiestry Mozarteum z Salzburga (1969–81), Wielkiej Orkiestry Symfonicznej RTL w Luksemburgu (1981–96; obecnie Orkiestra Filharmoniczna Luksemburga), głównym dyrygentem wiedeńskiej Volksoper (2005–08) i głównym gościnnym dyrygentem Orkiestry Symfonicznej Domu Muzyki w Porto (2015–17). Przygotowywał produkcje w najważniejszych teatrach operowych świata, m.in. Operze Wiedeńskiej, Metropolitan Opera w Nowym Jorku, Covent Garden Theatre w Londynie i Teatro Colón w Buenos Aires. Dokonał ważnych nagrań koncertowych wczesnych oper Mozarta. W latach 1992–2004 wykładał dyrygenturę orkiestrową na Universität für Musik und darstellende Kunst Wien.